# Castelforte
Castelforte är en ort och kommun i provinsen Latina i regionen Lazio i Italien. Kommunen hade 4 189 invånare (2018).